# Jérémy Burton
Pour les articles homonymes, voir Burton.
Jérémy Burton (né le 13 septembre 1984 à Namur) est un coureur cycliste belge.

## Biographie
Fin novembre 2014, il annonce son départ de Verandas Willems pour l'équipe Douchy-Thalassa.

## Palmarès et résultats

### Palmarès par année
- 2008
  - Hesbaye-Condroz
- 2009
  - 10e étape du Tour du Faso
- 2010
  - 3e étape du Tour du Faso
- 2011
  - 2e du Grand Prix du 1er mai - Prix d'honneur Vic De Bruyne
  - 3e du Critérium de Douchy-les-Mines
  - 3e du Grand Prix de Gommegnies
- 2012
  - 1rea et 8e étapes du Tour de Madagascar
- 2017
  -  Médaillé de bronze du championnat du monde masters A
- 2018
  - 3e du championnat de Belgique masters A
- 2019
  - 3e du championnat de Belgique masters A

### Classements mondiaux
| Année           | 2008  | 2009 | 2010 | 2011 |
| --------------- | ----- | ---- | ---- | ---- |
| UCI Africa Tour |       | 132e | 81e  | 129e |
| UCI Europe Tour | 1060e |      |      | 502e |